# Languimberg
Languimberg là một xã trong vùng Grand Est, thuộc tỉnh Moselle, quận Sarrebourg, tổng Réchicourt-le-Château. Tọa độ địa lý của xã là 48° 44' vĩ độ bắc, 06° 51' kinh độ đông. Languimberg nằm trên độ cao trung bình là 290 mét trên mực nước biển, có điểm thấp nhất là 238 mét và điểm cao nhất là 304 mét. Xã có diện tích 18,38 km², dân số vào thời điểm 2005 là 208 người; mật độ dân số là 11 người/km². Languimberg nằm khoảng 14 km về phía tây của Sarrebourg, thuộc Pháp từ năm 1681.

## Thông tin nhân khẩu
| 1962 | 1968 | 1975 | 1982 | 1990 | 1999 |
| ---- | ---- | ---- | ---- | ---- | ---- |
| 226  | 228  | 224  | 221  | 189  | 175  |